# Campeonato Pan-Americano de Ginástica
A União Pan-Americana de Ginástica organiza Campeonatos Pan-Americanos de Ginástica em diferentes modalidades: ginástica artística masculina e feminina, ginástica rítmica, ginástica acrobática, trampolim e tumbling, além de ginástica aeróbica. Os Campeonatos Pan-Americanos de Ginástica são considerados pela Federação Internacional de Ginástica os campeonatos continentais oficiais das Américas (compreendendo América do Norte, América do Sul, América Central e Caribe). Também foram organizados campeonatos pan-americanos para a modalidade de ginástica estética de grupo.

## História
As competições de ginástica artística são disputadas nas Américas desde 1946, na quinta edição dos Jogos Centro-Americanos e do Caribe. Em 1951, o esporte foi disputado na edição inaugural dos Jogos Pan-Americanos, e em 1957 foi realizada em Buenos Aires, na Argentina, a primeira edição do campeonato sul-americano de ginástica artística. Em 1964, o campeonato norte-americano de ginástica artística foi disputado pela primeira vez. O encontro seria realizado até 1968, e em 1969 a competição mudou seu nome para Copa de las Americas (Copa das Américas) para permitir que as nações sul-americanas competissem. Pelo menos uma nação sul-americana, o Brasil, pretendia competir, mas o evento acabou sendo atendido apenas por nações norte-americanas.
Somente em 1987, com o desenvolvimento e crescimento da ginástica em todo o mundo, um torneio para ginastas juvenis das Américas foi estabelecido com competições de ginástica artística e rítmica. O evento estava originalmente programado para ocorrer em 1986, mas acabou sendo realizado de 20 a 28 de fevereiro de 1987, em Barquisimeto, Venezuela. Foi o primeiro torneio internacional realizado em nível continental nas Américas fora dos eventos de ginástica nos Jogos Pan-americanos, e o primeiro desse tipo para ginastas juvenis. Um torneio para ginastas artísticas e rítmicas sênior aconteceu pela primeira vez em 1989, denominado Copa Pan-Americana. Uma segunda edição do torneio estava marcada para quatro anos depois, em dezembro de 1993, em Maracaibo, na Venezuela, com eventos de ginástica artística feminina e masculina.
Em 1997, o título da Copa Pan-Americana foi abandonado em favor do Campeonato Pan-Americano de Ginástica. O título da Copa Pan-Americana seria então usado para representar torneios entre clubes, ao invés de torneios entre representantes nacionais. O Campeonato Pan-Americano de Ginástica de 1997 foi realizado em Medellín, Colômbia, e contou com a presença de ginastas artísticos e rítmicas. Em 1995, a Federação Internacional de Ginástica (FIG) reconheceu a ginástica aeróbica (então aeróbica esportiva) como uma nova disciplina de ginástica competitiva. A primeira edição do Campeonato Pan-Americano de Ginástica Aeróbica foi realizada em Mérida, Venezuela, em 1999.
A FIG reconheceu duas novas modalidades de ginástica, ginástica acrobática, além de trampolim e tumbling, em 1999. Em 2004, o Campeonato Pan-Americano de Ginástica de Trampolim defoi organizado pela primeira vez em Tampa, nos Estados Unidos. A primeira edição do Campeonato Pan-Americano de Ginástica Acrobática foi organizada em 2015. Em 2018, o parkour foi introduzido pela FIG como disciplina de ginástica. Até o momento, nenhum Campeonato Pan-Americano de parkour foi realizado.
Também existem campeonatos pan-americanos para a modalidade de ginástica estética de grupo, disciplina não reconhecida pela FIG, mas organizada pela International Federation of Aesthetic Group Gymnastics (IFAGG). A primeira edição do torneio foi organizada em 2017, em Mérida, no México.

## Edições Sênior

### Ginástica acrobática
| Ano  | Evento                                                   | Edição | Local         | Ref.   |
| ---- | -------------------------------------------------------- | ------ | ------------- | ------ |
| 2015 | Campeonato Pan-Americano de Ginástica Acrobática de 2015 | I      | Caguas        | [ 16 ] |
| 2017 | Campeonato Pan-Americano de Ginástica Acrobática de 2017 | II     | Daytona Beach | [ 17 ] |
| 2019 | Campeonato Pan-Americano de Ginástica Acrobática de 2019 | III    | Monterrey     | [ 18 ] |
| 2022 | Campeonato Pan-Americano de Ginástica Acrobática de 2022 | IV     | Bogotá        | [ 19 ] |
| 2023 | Campeonato Pan-Americano de Ginástica Acrobática de 2023 | V      | Ibagué        | [ 20 ] |
| 2025 | Campeonato Pan-Americano de Ginástica Acrobática de 2025 | VI     | San Juan      | [ 21 ] |

### Ginástica aeróbica
| Ano  | Evento                                                 | Edição | Local              | Ref.   |
| ---- | ------------------------------------------------------ | ------ | ------------------ | ------ |
| 1999 | Campeonato Pan-Americano de Ginástica Aeróbica de 1999 | I      | Mérida             | [ 22 ] |
| 2001 | Campeonato Pan-Americano de Ginástica Aeróbica de 2001 | II     | Santiago           | [ 22 ] |
| 2005 | Campeonato Pan-Americano de Ginástica Aeróbica de 2005 | III    | Cidade do México   | [ 22 ] |
| 2006 | Campeonato Pan-Americano de Ginástica Aeróbica de 2006 | IV     | San Cristóbal      | [ 22 ] |
| 2007 | Campeonato Pan-Americano de Ginástica Aeróbica de 2007 | V      | Morelos            | [ 22 ] |
| 2009 | Campeonato Pan-Americano de Ginástica Aeróbica de 2009 | VI     | Morelos            | [ 22 ] |
| 2010 | Campeonato Pan-Americano de Ginástica Aeróbica de 2010 | VII    | Balneário Camboriú | [ 23 ] |
| 2011 | Campeonato Pan-Americano de Ginástica Aeróbica de 2011 | VIII   | Yaracuy            | [ 24 ] |
| 2012 | Campeonato Pan-Americano de Ginástica Aeróbica de 2012 | IX     | Acapulco           | [ 25 ] |
| 2013 | Campeonato Pan-Americano de Ginástica Aeróbica de 2013 | X      | Santiago           | [ 22 ] |
| 2015 | Campeonato Pan-Americano de Ginástica Aeróbica de 2015 | XI     | Morelos            | [ 26 ] |
| 2016 | Campeonato Pan-Americano de Ginástica Aeróbica de 2016 | XII    | Lima               | [ 27 ] |
| 2017 | Campeonato Pan-Americano de Ginástica Aeróbica de 2017 | XIII   | Bogotá             | [ 28 ] |
| 2018 | Campeonato Pan-Americano de Ginástica Aeróbica de 2018 | XIV    | Lima               | [ 29 ] |
| 2019 | Campeonato Pan-Americano de Ginástica Aeróbica de 2019 | XV     | Buenos Aires       | [ 30 ] |
| 2021 | Campeonato Pan-Americano de Ginástica Aeróbica de 2021 | XVI    | Oaxtepec           | [ 31 ] |
| 2022 | Campeonato Pan-Americano de Ginástica Aeróbica de 2022 | XVII   | Cúcuta             | [ 32 ] |
| 2023 | Campeonato Pan-Americano de Ginástica Aeróbica de 2023 | XVIII  | Lima               | [ 33 ] |
| 2024 | Campeonato Pan-Americano de Ginástica Aeróbica de 2024 | XIX    | Cúcuta             | [ 34 ] |
| 2025 | Campeonato Pan-Americano de Ginástica Aeróbica de 2025 | XX     | Montevidéu         | [ 21 ] |

### Ginástica artística
| Ano  | Evento                                                                | Local            | Ref.          |
| ---- | --------------------------------------------------------------------- | ---------------- | ------------- |
| 1997 | Campeonato Pan-Americano de Ginástica de 1997                         | Medellín         | [ 35 ]        |
| 2001 | Campeonato Pan-Americano de Ginástica de 2001                         | Cancún           | [ 36 ]        |
| 2004 | Campeonato Pan-Americano de Ginástica Artística por Aparelhos de 2004 | Maracaibo        | [ 37 ]        |
| 2005 | Campeonato Pan-Americano de Ginástica de 2005                         | Rio de Janeiro   | [ 38 ]        |
| 2008 | Campeonato Pan-Americano de Ginástica Artística por Aparelhos de 2008 | Rosario          | [ 39 ] [ 40 ] |
| 2010 | Campeonato Pan-Americano de Ginástica de 2010                         | Guadalajara      | [ 23 ]        |
| 2012 | Campeonato Pan-Americano de Ginástica Artística por Aparelhos de 2012 | Medellín         | [ 41 ]        |
| 2013 | Campeonato Pan-Americano de Ginástica Artística por Aparelhos de 2013 | San Juan         | [ 42 ]        |
| 2014 | Campeonato Pan-Americano de Ginástica de 2014                         | Mississauga      | [ 43 ]        |
| 2016 | Campeonato Pan-Americano de Ginástica Artística por Aparelhos de 2016 | Sucre            | [ 44 ]        |
| 2017 | Campeonato Pan-Americano de Ginástica Artística por Aparelhos de 2017 | Lima             | [ 45 ]        |
| 2018 | Campeonato Pan-Americano de Ginástica de 2018                         | Lima             | [ 45 ]        |
| 2021 | Campeonato Pan-Americano de Ginástica de 2021                         | Rio de Janeiro   | [ 46 ]        |
| 2022 | Campeonato Pan-Americano de Ginástica de 2022                         | Rio de Janeiro   | [ 47 ]        |
| 2023 | Campeonato Pan-Americano de Ginástica Artística de 2023               | Medellín         | [ 48 ]        |
| 2024 | Campeonato Pan-Americano de Ginástica Artística de 2024               | Santa Marta      | [ 49 ]        |
| 2025 | Campeonato Pan-Americano de Ginástica Artística de 2025               | Cidade do Panamá | [ 21 ]        |

### Ginástica rítmica
| Ano  | Evento                                                | Local               | Ref.   |
| ---- | ----------------------------------------------------- | ------------------- | ------ |
| 1997 | Campeonato Pan-Americano de Ginástica de 1997         | Medellín            | [ 35 ] |
| 2001 | Campeonato Pan-Americano de Ginástica de 2001         | Cancún              | [ 36 ] |
| 2005 | Campeonato Pan-Americano de Ginástica de 2005         | Vitória             | [ 38 ] |
| 2010 | Campeonato Pan-Americano de Ginástica de 2010         | Guadalajara         | [ 23 ] |
| 2014 | Campeonato Pan-Americano de Ginástica de 2014         | Mississauga         | [ 43 ] |
| 2016 | Campeonato Pan-Americano de Ginástica Rítmica de 2016 | Mérida              | [ 50 ] |
| 2017 | Campeonato Pan-Americano de Ginástica Rítmica de 2017 | Daytona Beach       | [ 17 ] |
| 2018 | Campeonato Pan-Americano de Ginástica de 2018         | Lima                | [ 45 ] |
| 2021 | Campeonato Pan-Americano de Ginástica de 2021         | Rio de Janeiro      | [ 46 ] |
| 2022 | Campeonato Pan-Americano de Ginástica de 2022         | Rio de Janeiro      | [ 47 ] |
| 2023 | Campeonato Pan-Americano de Ginástica Rítmica de 2023 | Guadalajara         | [ 51 ] |
| 2024 | Campeonato Pan-Americano de Ginástica Rítmica de 2024 | Cidade da Guatemala | [ 52 ] |
| 2025 | Campeonato Pan-Americano de Ginástica Rítmica de 2025 | Assunção            | [ 21 ] |

### Trampolim e Tumbling
| Ano  | Evento                                                   | Edição | Local          | Ref.   |
| ---- | -------------------------------------------------------- | ------ | -------------- | ------ |
| 2004 | Campeonato Pan-Americano de Trampolim e Tumbling de 2004 | I      | Tampa          | [ 53 ] |
| 2006 | Campeonato Pan-Americano de Trampolim e Tumbling de 2006 | II     | Monterrey      | [ 54 ] |
| 2008 | Campeonato Pan-Americano de Trampolim e Tumbling de 2008 | III    | Buenos Aires   | [ 39 ] |
| 2010 | Campeonato Pan-Americano de Trampolim e Tumbling de 2010 | IV     | Daytona Beach  | [ 23 ] |
| 2012 | Campeonato Pan-Americano de Trampolim e Tumbling de 2012 | V      | Querétaro      | [ 25 ] |
| 2014 | Campeonato Pan-Americano de Ginástica de 2014            | VI     | Mississauga    | [ 43 ] |
| 2016 | Campeonato Pan-Americano de Trampolim e Tumbling de 2016 | VII    | Bogotá         | [ 55 ] |
| 2018 | Campeonato Pan-Americano de Ginástica de 2018            | VIII   | Lima           | [ 45 ] |
| 2021 | Campeonato Pan-Americano de Ginástica de 2021            | IX     | Rio de Janeiro | [ 46 ] |
| 2022 | Campeonato Pan-Americano de Ginástica de 2022            | X      | Rio de Janeiro | [ 47 ] |
| 2023 | Campeonato Pan-Americano de Trampolim e Tumbling de 2023 | XI     | Monterrey      | [ 56 ] |
| 2024 | Campeonato Pan-Americano de Trampolim e Tumbling de 2024 | XII    | Lima           | [ 57 ] |
| 2025 | Campeonato Pan-Americano de Trampolim e Tumbling de 2025 | XIII   | Santa Tecla    | [ 21 ] |

## Quadro geral de medalhas

### Ginástica acrobática
| Pos.               | País               | Ouro | Prata | Bronze | Total |
| ------------------ | ------------------ | ---- | ----- | ------ | ----- |
| 1                  | Estados Unidos     | 25   | 0     | 0      | 25    |
| 2                  | Brasil             | 2    | 5     | 0      | 7     |
| 3                  | Colômbia           | 1    | 1     | 0      | 2     |
| 4                  | Porto Rico         | 1    | 0     | 0      | 1     |
| Total (4 entradas) | Total (4 entradas) | 29   | 6     | 0      | 35    |

### Ginástica artística
| Pos.                | País                 | Ouro | Prata | Bronze | Total |
| ------------------- | -------------------- | ---- | ----- | ------ | ----- |
| 1                   | Estados Unidos       | 64   | 50    | 24     | 138   |
| 2                   | Brasil               | 44   | 39    | 43     | 126   |
| 3                   | Cuba                 | 20   | 21    | 13     | 54    |
| 4                   | México               | 16   | 13    | 15     | 44    |
| 5                   | Colômbia             | 12   | 20    | 15     | 47    |
| 6                   | Venezuela            | 10   | 13    | 9      | 32    |
| 7                   | Argentina            | 7    | 13    | 26     | 46    |
| 8                   | Canadá               | 6    | 15    | 19     | 40    |
| 9                   | Porto Rico           | 6    | 13    | 13     | 32    |
| 10                  | Guatemala            | 5    | 1     | 2      | 8     |
| 11                  | Chile                | 4    | 5     | 7      | 16    |
| 12                  | República Dominicana | 3    | 0     | 2      | 5     |
| 13                  | Panamá               | 2    | 2     | 0      | 4     |
| 14                  | Peru                 | 1    | 2     | 1      | 4     |
| 15                  | Equador              | 1    | 1     | 1      | 3     |
| 16                  | Costa Rica           | 1    | 1     | 0      | 2     |
| 17                  | Uruguai              | 0    | 0     | 2      | 2     |
| Total (17 entradas) | Total (17 entradas)  | 202  | 209   | 192    | 603   |

### Ginástica rítmica
| Pos.               | País               | Ouro | Prata | Bronze | Total |
| ------------------ | ------------------ | ---- | ----- | ------ | ----- |
| 1                  | Brasil             | 45   | 32    | 22     | 99    |
| 2                  | Estados Unidos     | 30   | 28    | 25     | 83    |
| 3                  | México             | 21   | 27    | 21     | 69    |
| 4                  | Canadá             | 5    | 5     | 14     | 24    |
| 5                  | Cuba               | 4    | 6     | 6      | 16    |
| 6                  | Argentina          | 1    | 7     | 8      | 16    |
| 7                  | Chile              | 0    | 0     | 4      | 4     |
| 7                  | Venezuela          | 0    | 0     | 4      | 4     |
| 9                  | Colômbia           | 0    | 0     | 1      | 1     |
| Total (9 entradas) | Total (9 entradas) | 106  | 105   | 105    | 316   |

### Trampolim e Tumbling
| Pos.               | País               | Ouro | Prata | Bronze | Total |
| ------------------ | ------------------ | ---- | ----- | ------ | ----- |
| 1                  | Canadá             | 52   | 35    | 23     | 110   |
| 2                  | Estados Unidos     | 32   | 27    | 18     | 77    |
| 3                  | Brasil             | 13   | 22    | 20     | 55    |
| 4                  | Argentina          | 7    | 15    | 25     | 47    |
| 5                  | Colômbia           | 5    | 2     | 4      | 11    |
| 6                  | México             | 4    | 7     | 11     | 22    |
| 7                  | Bolívia            | 0    | 1     | 1      | 2     |
| Total (7 entradas) | Total (7 entradas) | 113  | 109   | 102    | 324   |

## Melhores resultados por evento e nação

### Ginástica artística
| Evento              | Evento | ARG | BRA | CAN | CHI | COL | CRC | CUB | DOM | ECU | GUA | MEX | PAN | PER | PUR | USA | URU | VEN |
| ------------------- | ------ | --- | --- | --- | --- | --- | --- | --- | --- | --- | --- | --- | --- | --- | --- | --- | --- | --- |
| M A G               |        |     |     |     |     |     |     |     |     |     |     |     |     |     |     |     |     |     |
| Equipe              | 3 !    | 1 ! | 2 ! |     | 2 ! |     | 1 ! |     |     |     |     |     |     | 2 ! | 1 ! |     |     |     |
| Individual geral    | 3 !    | 1 ! | 2 ! | 2 ! | 1 ! |     | 1 ! |     |     |     | 1 ! |     |     | 2 ! | 1 ! |     | 1 ! |     |
| Solo                | 2 !    | 1 ! | 1 ! | 1 ! | 2 ! |     | 2 ! |     | 1 ! | 1 ! | 1 ! |     | 1 ! | 1 ! | 1 ! | 3 ! | 2 ! |     |
| Cavalo com alças    | 1 !    | 1 ! | 1 ! |     | 2 ! |     | 1 ! |     | 2 ! |     | 1 ! |     |     | 1 ! | 1 ! |     | 1 ! |     |
| Argolas             | 1 !    | 1 ! | 2 ! | 1 ! | 2 ! |     | 2 ! |     |     |     | 1 ! |     |     | 1 ! | 2 ! |     | 1 ! |     |
| Salto               | 3 !    | 1 ! | 2 ! | 1 ! | 2 ! |     | 1 ! | 1 ! |     | 1 ! | 1 ! |     | 2 ! | 1 ! | 1 ! | 3 ! | 2 ! |     |
| Barras paralelas    | 2 !    | 1 ! | 2 ! |     | 1 ! |     | 1 ! | 3 ! |     | 3 ! | 1 ! |     |     | 3 ! | 1 ! |     | 1 ! |     |
| Barra fixa          | 1 !    | 1 ! |     | 3 ! | 1 ! |     | 2 ! | 1 ! |     |     | 2 ! |     |     | 2 ! | 1 ! |     | 1 ! |     |
| W A G               |        |     |     |     |     |     |     |     |     |     |     |     |     |     |     |     |     |     |
| Equipe              | 3 !    | 1 ! | 2 ! |     |     |     | 3 ! |     |     |     | 2 ! |     |     |     | 1 ! |     |     |     |
| Individual geral    | 2 !    | 1 ! | 3 ! |     |     | 2 ! | 2 ! |     |     |     | 1 ! |     |     |     | 1 ! |     | 2 ! |     |
| Salto               | 3 !    | 2 ! | 2 ! |     | 3 ! |     | 1 ! | 1 ! | 3 ! |     | 1 ! | 1 ! | 3 ! | 2 ! | 1 ! |     |     |     |
| Barras assimétricas | 3 !    | 1 ! | 1 ! |     | 1 ! |     | 2 ! |     |     |     | 1 ! |     |     |     | 1 ! |     | 2 ! |     |
| Trave               | 2 !    | 1 ! | 1 ! | 3 ! |     | 1 ! | 3 ! |     |     | 1 ! | 2 ! |     |     |     | 1 ! |     | 2 ! |     |
| Solo                | 1 !    | 1 ! | 1 ! | 2 ! | 2 ! |     | 3 ! |     |     |     | 2 ! |     |     | 2 ! | 1 ! |     | 2 ! |     |

## Edições juvenis
A primeira edição do Campeonato Pan-Americano de ginastas juvenis estava originalmente programada para acontecer em Barquisimeto, Venezuela, em 1986, mas acabou sendo adiada para fevereiro de 1987.

### Ginástica artística
| Ano  | Evento                                                          | Local               | Ref.          |
| ---- | --------------------------------------------------------------- | ------------------- | ------------- |
| 1987 | Campeonato Pan-Americano Juvenil de Ginástica Artística de 1987 | Barquisimeto        | [ 4 ]         |
| 1988 | Campeonato Pan-Americano Juvenil de Ginástica Artística de 1988 | Ponce               | [ 7 ]         |
| 1990 | Campeonato Pan-Americano Juvenil de Ginástica Artística de 1990 | Tallahassee         | [ 60 ]        |
| 1992 | Campeonato Pan-Americano Juvenil de Ginástica Artística de 1992 | São Paulo           | [ 61 ] [ 62 ] |
| 1994 | Campeonato Pan-Americano Juvenil de Ginástica Artística de 1994 | Monterrey           | [ 61 ] [ 63 ] |
| 1996 | Campeonato Pan-Americano Juvenil de Ginástica Artística de 1996 | Cidade da Guatemala | [ 64 ]        |
| 1998 | Campeonato Pan-Americano Juvenil de Ginástica Artística de 1998 | Houston             | [ 65 ]        |
| 2000 | Campeonato Pan-Americano Juvenil de Ginástica Artística de 2000 | Curitiba            | [ 66 ]        |
| 2002 | Campeonato Pan-Americano Juvenil de Ginástica Artística de 2002 | Santo Domingo       | [ 67 ]        |
| 2004 | Campeonato Pan-Americano Juvenil de Ginástica Artística de 2004 | San Salvador        | [ 68 ]        |
| 2006 | Campeonato Pan-Americano Juvenil de Ginástica Artística de 2006 | Québec              | [ 69 ]        |
| 2007 | Campeonato Pan-Americano Juvenil de Ginástica Artística de 2007 | Guatemala City      | [ 70 ]        |
| 2009 | Campeonato Pan-Americano Juvenil de Ginástica Artística de 2009 | Aracaju             | [ 71 ]        |
| 2012 | Campeonato Pan-Americano Juvenil de Ginástica Artística de 2012 | Medellín            | [ 41 ]        |
| 2014 | Campeonato Pan-Americano Juvenil de Ginástica Artística de 2014 | Aracaju             | [ 43 ]        |
| 2016 | Campeonato Pan-Americano Juvenil de Ginástica Artística de 2016 | Sucre               | [ 44 ]        |
| 2018 | Campeonato Pan-Americano Juvenil de Ginástica Artística de 2018 | Buenos Aires        | [ 45 ]        |
| 2021 | Campeonato Pan-Americano Juvenil de Ginástica Artística de 2021 | Guadalajara         | [ 72 ]        |
| 2022 | Campeonato Pan-Americano de Ginástica de 2022                   | Rio de Janeiro      | [ 47 ]        |
| 2024 | Campeonato Pan-Americano de Ginástica Artística de 2024         | Rio de Janeiro      | [ 73 ]        |

### Ginástica rítmica
| Ano  | Evento                                                        | Local               | Ref.          |
| ---- | ------------------------------------------------------------- | ------------------- | ------------- |
| 1987 | Campeonato Pan-Americano Juvenil de Ginástica Rítmica de 1987 | Barquisimeto        | [ 4 ]         |
| 1988 | Campeonato Pan-Americano Juvenil de Ginástica Rítmica de 1988 | Salinas             | [ 7 ]         |
| 1990 | Campeonato Pan-Americano Juvenil de Ginástica Rítmica de 1990 | Tallahassee         | [ 74 ]        |
| 1992 | Campeonato Pan-Americano Juvenil de Ginástica Rítmica de 1992 | São Paulo           | [ 75 ]        |
| 1994 | Campeonato Pan-Americano Juvenil de Ginástica Rítmica de 1994 | Monterrey           | [ 63 ] [ 75 ] |
| 1996 | Campeonato Pan-Americano Juvenil de Ginástica Rítmica de 1996 | Cidade da Guatemala | [ 64 ] [ 75 ] |
| 1998 | Campeonato Pan-Americano Juvenil de Ginástica Rítmica de 1998 | Houston             | [ 76 ] [ 75 ] |
| 2000 | Campeonato Pan-Americano Juvenil de Ginástica Rítmica de 2000 | San Felipe          | [ 77 ]        |
| 2002 | Campeonato Pan-Americano Juvenil de Ginástica Rítmica de 2002 | Santo Domingo       | [ 78 ] [ 79 ] |
| 2004 | Campeonato Pan-Americano Juvenil de Ginástica Rítmica de 2004 | San Salvador        | [ 68 ]        |
| 2006 | Campeonato Pan-Americano Juvenil de Ginástica Rítmica de 2006 | Toronto             | [ 80 ]        |
| 2007 | Campeonato Pan-Americano Juvenil de Ginástica Rítmica de 2007 | San Cristóbal       | [ 81 ]        |
| 2009 | Campeonato Pan-Americano Juvenil de Ginástica Rítmica de 2009 | Havana              | [ 71 ]        |
| 2012 | Campeonato Pan-Americano Juvenil de Ginástica Rítmica de 2012 | Córdoba             |               |
| 2014 | Campeonato Pan-Americano Juvenil de Ginástica Rítmica de 2014 | Daytona Beach       | [ 43 ]        |
| 2016 | Campeonato Pan-Americano Juvenil de Ginástica Rítmica de 2016 | Merida              | [ 44 ]        |
| 2017 | Campeonato Pan-Americano Juvenil de Ginástica Rítmica de 2017 | Daytona Beach       | [ 17 ] [ 82 ] |
| 2018 | Campeonato Pan-Americano Juvenil de Ginástica Rítmica de 2018 | Medellin            | [ 83 ]        |
| 2019 | Campeonato Pan-Americano Juvenil de Ginástica Rítmica de 2019 | Monterrey           | [ 84 ]        |
| 2021 | Campeonato Pan-Americano Juvenil de Ginástica Rítmica de 2021 | Cidade da Guatemala | [ 85 ]        |
| 2022 | Campeonato Pan-Americano de Ginástica de 2022                 | Rio de Janeiro      | [ 47 ]        |
| 2024 | Campeonato Pan-Americano de Ginástica Rítmica de 2024         | Cidade da Guatemala | [ 86 ]        |
| 2025 | Campeonato Pan-Americano de Ginástica Rítmica de 2025         | Assunção            | [ 21 ]        |

### Trampolim e Tumbling
| Ano  | Evento                                                   | Local          | Ref.   |
| ---- | -------------------------------------------------------- | -------------- | ------ |
| 2006 | Campeonato Pan-Americano de Trampolim de 2006            | Monterrey      | [ 87 ] |
| 2014 | Campeonato Pan-Americano de Trampolim e Tumbling de 2014 | Daytona Beach  | [ 43 ] |
| 2018 | Campeonato Pan-Americano de Trampolim e Tumbling de 2018 | Cochabamba     | [ 45 ] |
| 2021 | Campeonato Pan-Americano de Ginástica de 2021            | Rio de Janeiro | [ 46 ] |
| 2022 | Campeonato Pan-Americano de Ginástica de 2022            | Rio de Janeiro | [ 47 ] |
| 2024 | Campeonato Pan-Americano de Trampolim de 2024            | Lima           | [ 88 ] |
| 2025 | Campeonato Pan-Americano de Trampolim de 2025            | Santa Tecla    | [ 21 ] |

### Outras disciplinas
| Ano  | Evento                                                   | Local            | Disciplina(s) competida(s) | Ref.          |
| ---- | -------------------------------------------------------- | ---------------- | -------------------------- | ------------- |
| 2012 | Campeonato Pan-Americano de Ginástica Aeróbica de 2012   | Acapulco         | Ginástica aeróbica         | [ 25 ]        |
| 2015 | Campeonato Pan-Americano de Ginástica Acrobática de 2015 | Caguas           | Ginástica acrobática       | [ 16 ]        |
| 2017 | Campeonato Pan-Americano de Ginástica Acrobática de 2017 | Daytona Beach    | Ginástica acrobática       | [ 17 ] [ 82 ] |
| 2019 | Campeonato Pan-Americano de Ginástica Acrobática de 2019 | Monterrey        | Ginástica acrobática       | [ 89 ]        |
| 2024 | Campeonato Pan-Americano de Ginástica Aeróbica de 2024   | Cidade do Panamá | Ginástica aeróbica         | [ 34 ]        |
| 2025 | Campeonato Pan-Americano de Ginástica Acrobática de 2025 | San Juan         | Ginástica acrobática       | [ 21 ]        |
| 2025 | Campeonato Pan-Americano de Ginástica Aeróbica de 2025   | Montevidéu       | Ginástica aeróbica         | [ 21 ]        |

## Ginástica estética de grupo
Sênior
| Ano  | Evento                                                          | Local   | Ouro                                              | Prata                                             | Bronze                                            | Ref.          |
| 2017 | Campeonato Pan-Americano de Ginástica Estética de Grupo de 2017 | Mérida  | Brasil · Marrie Cotia                             | México · Charlottes                               | Canadá · Rhythmic Expressions                     | [ 15 ]        |
| 2018 | Campeonato Pan-Americano de Ginástica Estética de Grupo de 2018 | Santos  | Canadá · Rhythmic Expressions                     | Brasil · Cuba Team                                | Nenhum premiado                                   | [ 90 ] [ 91 ] |
| 2020 | Campeonato Pan-Americano de Ginástica Estética de Grupo de 2020 | Toronto | Cancelado devido à pandemia de COVID-19 no Canadá | Cancelado devido à pandemia de COVID-19 no Canadá | Cancelado devido à pandemia de COVID-19 no Canadá | [ 92 ]        |